# Europska unija
Europska unija (kratica EU), ekonomska je i politička unija, jedinstvena međuvladina i nadnacionalna zajednica europskih država, nastala kao rezultat procesa suradnje i integracije koji je započeo 1951. godine između šest država (Belgije, Francuske, Njemačke, Italije, Luksemburga i Nizozemske). Europska unija formalno je uspostavljena 1. studenoga 1993. godine stupanjem na snagu Ugovora o Europskoj uniji (poznatiji kao Ugovor iz Maastrichta). Europska unija je jedina organizacija ove vrste na svijetu, i zbog toga ju je ponekad teško definirati. To je organizacija koja stalno mijenja i nadograđuje politike u kojima djeluje. Trenutno se može definirati kao federacija u monetarnim odnosima, poljoprivredi, trgovini i zaštiti okoliša; konfederacija u društvenoj i gospodarskoj politici, zaštiti potrošača, unutarnjoj politici; i kao međunarodna organizacija u vanjskoj politici.
Europska unija danas ima 27 država članica. Prostire se na 4 233 255.3 km², a ima oko 447 milijuna stanovnika.
Prva država u povijesti koja je 31. siječnja 2020. izašla iz Europske unije je Ujedinjeno Kraljevstvo, čija vlada je 29. ožujka 2017., nakon referenduma održanog u lipnju 2016., podnijela zahtjev za razdruživanje Ujedinjenog Kraljevstva od Europske unije. Time je Europska unija koja se od svog osnutka uvijek širila po prvi puta u svojoj povijesti ostala bez jedne države članice.

## Razvoj
- 19. rujna 1946. – govor Winstona Churchilla u Zürichu. Prijedlog za formiranje Sjedinjenih Država Europe
- 9. svibnja 1950. – Robert Schuman, francuski ministar vanjskih poslova predlaže ujedinjavanje francuske i njemačke industrije ugljena i čelika pod zajedničku vlast. Taj dan se uzima kao Dan Europe
- 18. travnja 1951. – u Parizu je potpisan Pariški ugovor o osnivanju Europske zajednice za ugljen i čelik. Ugovor je stupio na snagu 25. srpnja 1952. godine. Prvi predsjednik Visoke vlasti Jean Monnet
- 3. lipnja 1955. – Druga Visoka vlada. Predsjednik René Mayer.
- 25. ožujka 1957. – potpisan Rimski ugovor o osnivanju Europske ekonomske zajednice i Europske zajednice za atomsku energiju
- 1. siječnja 1958. – Rimski ugovor stupio na snagu. Konstituirana Komisija i izabran prvi predsjednik Walter Hallstein
- 13. siječnja 1958. – Treća Visoka vlada. Predsjednik Paul Finet.
- 19. ožujka 1958. – održana prva sjednica Europskog parlamenta. Prvi predsjednik Robert Schuman.
- 15. rujna 1959. – Četvrta Visoka vlada. Predsjednik Pietro Malvestiti.
- 22. listopada 1963. – Peta Visoka vlada. Predsjednica  Rinalda Del Bo.
- 8. travnja 1965. – potpisan Sporazum o udruživanju organa EEZ-a, Europske zajednice za ugljen i čelik te EUROATOM-a. Ugovor je stupio na snagu 1. srpnja 1967. Od potpisa ugovora u upotrebi je naziv Europske zajednice za oznaku spomenutih triju zajednica.
- 8. ožujka 1967. – Šesta Visoka vlada. Predsjednik  Albert Coppé.
- 1. srpnja 1968. – uspostavljena carinska unija
- 1. siječnja 1973. – prvo proširenje: u Zajednicu pristupaju Velika Britanija, Danska i Irska
- 1. siječnja 1981. – drugo proširenje: u zajednicu pristupa Grčka
- 23. veljače 1982. – Grenland istupa iz Zajednice, s kojom je bio vezan preko Danske
- 1. siječnja 1986. –  treće proširenje: Španjolska i Portugal pristupaju Zajednici
- 17. veljače 1986. – u Bruxellesu potpisan Jedinstveni europski akt. Revizija i dopuna Rimskog ugovora. Stupio je na snagu 1. srpnja 1987.
- 7. veljače 1992. – potpisan Ugovor o Europskoj uniji u Maastrichtu (stupio na snagu 1. studenoga 1993.)
- 1. siječnja 1995. –  četvrto proširenje: Austrija, Švedska i Finska pristupaju Uniji
- 17. lipnja 1997. – potpisan Ugovor iz Amsterdama. Stupio na snagu 1. svibnja 1999.
- 1. siječnja 1999. – počela treća etapa Ugovora o Ekonomskoj i monetarnoj uniji
- 11. prosinca 2000. – potpisan Ugovor iz Nice
- 1. siječnja 2002. – uvođenje eura, jedinstvene europske valute, u 12 država tzv. eurozone
- 1. svibnja 2004. –  peto proširenje: u Uniju ulazi 10 novih država članica
- 1. siječnja 2007. – završetak petog proširenja: u EU ulaze Bugarska i Rumunjska. Slovenija uvodi euro kao sredstvo plaćanja. Službeni jezici unije postaju i bugarski, rumunjski, te irski. Bugarska ćirilica postaje jednim od službenih pisama (uz latinicu i grčki alfabet).
- 1. siječnja 2008. – Cipar i Malta uvode euro kao sredstvo plaćanja
- 1. siječnja 2009. – Slovačka uvodi euro kao sredstvo plaćanja
- 1. prosinca 2009. – stupio na snagu Lisabonski ugovor
- 1. siječnja 2011. – Estonija uvodi euro kao sredstvo plaćanja
- 1. srpnja 2013. – šesto proširenje: Hrvatska pristupa Uniji
- 1. siječnja 2014. – Latvija uvodi euro kao sredstvo plaćanja
- 1. siječnja 2015. – Litva uvodi euro kao sredstvo plaćanja
- 29. ožujka 2017., nakon referenduma održanog u lipnju 2016., vlada Ujedinjenog Kraljevstva podnijela zahtjev za razdruživanje od Europske unije.
- 31. siječnja 2020. – u 23:00 po lokalnom vremenu Ujedinjeno Kraljevstvo napušta Europsku uniju.
- 1. siječnja 2023. – Hrvatska postala članica Schengenskog prostora i uvela je euro kao sredstvo plaćanja.

## Članstvo u Europskoj uniji

### Države članice
EU su 1958. osnovali Belgija, Francuska, Italija, Luksemburg, Nizozemska, i Njemačka. Danska, Republika Irska i Ujedinjeno Kraljevstvo postale su članice 1973., Grčka 1981., Portugal i Španjolska 1986., Austrija, Finska i Švedska 1995., Cipar, Češka, Estonija, Latvija, Litva, Mađarska, Malta, Poljska, Slovačka i Slovenija  2004., Bugarska i Rumunjska 2007., a Hrvatska 2013. godine čime je broj članica došao na rekordnih 28. Ujedinjeno Kraljevstvo napustilo je punopravno članstvo 31. siječnja 2020., pa je sadašnji broj članica Europske unije 27.
To su:
| Zastava | Ime        | Pristupanje | Glavni grad | Valuta  | Jezici                          |
| ------- | ---------- | ----------- | ----------- | ------- | ------------------------------- |
|         | Austrija   | 1995.       | Beč         | Euro    | Njemački                        |
|         | Belgija    | 1958.       | Bruxelles   | Euro    | Francuski Nizozemski Njemački   |
|         | Bugarska   | 2007.       | Sofija      | lev     | Bugarski                        |
|         | Cipar      | 2004.       | Nikozija    | Euro    | Novogrčki Turski                |
|         | Češka      | 2004.       | Prag        | kruna   | Češki                           |
|         | Danska     | 1973.       | Kopenhagen  | kruna   | Danski                          |
|         | Estonija   | 2004.       | Tallinn     | Euro    | Estonski                        |
|         | Finska     | 1995.       | Helsinki    | Euro    | Finski Švedski                  |
|         | Francuska  | 1958.       | Pariz       | Euro    | Francuski                       |
|         | Grčka      | 1981.       | Atena       | Euro    | Novogrčki                       |
|         | Hrvatska   | 2013.       | Zagreb      | Euro    | Hrvatski                        |
|         | Irska      | 1973.       | Dublin      | Euro    | Irski Engleski                  |
|         | Italija    | 1958.       | Rim         | Euro    | Talijanski                      |
|         | Latvija    | 2004.       | Riga        | Euro    | Letonski                        |
|         | Litva      | 2004.       | Vilnius     | Euro    | Litavski                        |
|         | Luksemburg | 1958.       | Luxembourg  | Euro    | Francuski Luksemburški Njemački |
|         | Mađarska   | 2004.       | Budimpešta  | forinta | Mađarski                        |
|         | Malta      | 2004.       | Valletta    | Euro    | Malteški Engleski               |
|         | Nizozemska | 1958.       | Amsterdam   | Euro    | Nizozemski                      |
|         | Njemačka   | 1958.       | Berlin      | Euro    | Njemački                        |
|         | Poljska    | 2004.       | Varšava     | zlot    | Poljski                         |
|         | Portugal   | 1986.       | Lisabon     | Euro    | Portugalski                     |
|         | Rumunjska  | 2007.       | Bukurešt    | lej     | Rumunjski                       |
|         | Slovačka   | 2004.       | Bratislava  | Euro    | Slovački                        |
|         | Slovenija  | 2004.       | Ljubljana   | Euro    | Slovenski                       |
|         | Španjolska | 1986.       | Madrid      | Euro    | Španjolski                      |
|         | Švedska    | 1995.       | Stockholm   | kruna   | Švedski                         |

### Države kandidati
| Kosovo |

| Isključiva nadležnost: |

| "Unija ima i isključivu nadležnost za sklapanje međunarodnog sporazuma kad je njegovo sklapanje predviđeno zakonodavnim aktom Unije." |
| - carinska unija, - utvrđivanje pravila o tržišnom natjecanju potrebnih za funkcioniranje unutarnjeg tržišta, - monetarna politika za države članice čija je valuta euro, - očuvanje morskih bioloških resursa u okviru zajedničke ribarstvene politike, - zajednička trgovinska politika. |

| Podijeljena nadležnost: |

| "Države članice ne mogu vršiti svoju nadležnost u područjima gdje je vrši Unija." | "Izvršavanje te nadležnosti od strane Unije ne smije države članice sprečavati u izvršavanju njihove nadležnosti:"                                  |
| - unutarnje tržište; - socijalnoj politici za aspekte utvrñene u ovom Ugovoru; - ekonomska, socijalna i teritorijalna kohezija; - poljoprivreda i ribarstvo, osim očuvanja morskih bioloških resursa; - okoliš; - zaštita potrošača; - promet; - transeuropske mreže; - energetika; - područja slobode, sigurnosti i pravde; - zajednička briga za sigurnost u pitanjima javnog zdravstva, za aspekte utvrđene u Ugovoru | - područjima istraživanja, tehnološkog razvoja i svemira - razvojne suradnje, humanitarne pomoći                                                    |
| - unutarnje tržište; - socijalnoj politici za aspekte utvrñene u ovom Ugovoru; - ekonomska, socijalna i teritorijalna kohezija; - poljoprivreda i ribarstvo, osim očuvanja morskih bioloških resursa; - okoliš; - zaštita potrošača; - promet; - transeuropske mreže; - energetika; - područja slobode, sigurnosti i pravde; - zajednička briga za sigurnost u pitanjima javnog zdravstva, za aspekte utvrđene u Ugovoru | "Unija koordinira politike država članica ili implementira dopune njihovim zajedničkim politikama, koje nisu drugdje pokrivene"                     |
| - unutarnje tržište; - socijalnoj politici za aspekte utvrñene u ovom Ugovoru; - ekonomska, socijalna i teritorijalna kohezija; - poljoprivreda i ribarstvo, osim očuvanja morskih bioloških resursa; - okoliš; - zaštita potrošača; - promet; - transeuropske mreže; - energetika; - područja slobode, sigurnosti i pravde; - zajednička briga za sigurnost u pitanjima javnog zdravstva, za aspekte utvrđene u Ugovoru | - koordinacija ekonomske politike, politike zapošljavanja i socijalne politike - zajednička vanjske i sigurnosne politike, kao i obrambena politika |

| Komplementarna nadležnost: |

| "Unija je nadležna za poduzimanje djelovanja kojima se podupiru, koordiniraju ili dopunjuju djelovanja država članica:"                                                         |
| - zaštita i poboljšanje zdravlja ljudi; - industrija; - kultura; - turizam; - obrazovanje, strukovno obrazovanje, mladi i sport; - civilna zaštita; - administrativna suradnja. |

| Isključiva nadležnost: |

| "Unija ima i isključivu nadležnost za sklapanje međunarodnog sporazuma kad je njegovo sklapanje predviđeno zakonodavnim aktom Unije." |
| - carinska unija, - utvrđivanje pravila o tržišnom natjecanju potrebnih za funkcioniranje unutarnjeg tržišta, - monetarna politika za države članice čija je valuta euro, - očuvanje morskih bioloških resursa u okviru zajedničke ribarstvene politike, - zajednička trgovinska politika. |

| Podijeljena nadležnost: |

| "Države članice ne mogu vršiti svoju nadležnost u područjima gdje je vrši Unija." | "Izvršavanje te nadležnosti od strane Unije ne smije države članice sprečavati u izvršavanju njihove nadležnosti:"                                  |
| - unutarnje tržište; - socijalnoj politici za aspekte utvrñene u ovom Ugovoru; - ekonomska, socijalna i teritorijalna kohezija; - poljoprivreda i ribarstvo, osim očuvanja morskih bioloških resursa; - okoliš; - zaštita potrošača; - promet; - transeuropske mreže; - energetika; - područja slobode, sigurnosti i pravde; - zajednička briga za sigurnost u pitanjima javnog zdravstva, za aspekte utvrđene u Ugovoru | - područjima istraživanja, tehnološkog razvoja i svemira - razvojne suradnje, humanitarne pomoći                                                    |
| - unutarnje tržište; - socijalnoj politici za aspekte utvrñene u ovom Ugovoru; - ekonomska, socijalna i teritorijalna kohezija; - poljoprivreda i ribarstvo, osim očuvanja morskih bioloških resursa; - okoliš; - zaštita potrošača; - promet; - transeuropske mreže; - energetika; - područja slobode, sigurnosti i pravde; - zajednička briga za sigurnost u pitanjima javnog zdravstva, za aspekte utvrđene u Ugovoru | "Unija koordinira politike država članica ili implementira dopune njihovim zajedničkim politikama, koje nisu drugdje pokrivene"                     |
| - unutarnje tržište; - socijalnoj politici za aspekte utvrñene u ovom Ugovoru; - ekonomska, socijalna i teritorijalna kohezija; - poljoprivreda i ribarstvo, osim očuvanja morskih bioloških resursa; - okoliš; - zaštita potrošača; - promet; - transeuropske mreže; - energetika; - područja slobode, sigurnosti i pravde; - zajednička briga za sigurnost u pitanjima javnog zdravstva, za aspekte utvrđene u Ugovoru | - koordinacija ekonomske politike, politike zapošljavanja i socijalne politike - zajednička vanjske i sigurnosne politike, kao i obrambena politika |

| Komplementarna nadležnost: |

| "Unija je nadležna za poduzimanje djelovanja kojima se podupiru, koordiniraju ili dopunjuju djelovanja država članica:"                                                         |
| - zaštita i poboljšanje zdravlja ljudi; - industrija; - kultura; - turizam; - obrazovanje, strukovno obrazovanje, mladi i sport; - civilna zaštita; - administrativna suradnja. |

| Države članice          | BDP (PPP) u milijardama int. dolara | BDP (PPP) po glavi st. u int. dolarima | Postotak od prosjeka EU-BDP-a (PPP) per capita |
| ----------------------- | ----------------------------------- | -------------------------------------- | ---------------------------------------------- |
| Luksemburg              | 41.750                              | 81.100                                 | 235%                                           |
| Nizozemska              | 713.100                             | 42.700                                 | 128%                                           |
| Austrija                | 356.500                             | 42.400                                 | 123%                                           |
| Švedska                 | 386.600                             | 40.900                                 | 119%                                           |
| Irska                   | 183.900                             | 40.100                                 | 116%                                           |
| Njemačka                | 3,139.000                           | 38.640                                 | 111%                                           |
| Belgija                 | 418.600                             | 38.200                                 | 111%                                           |
| Danska                  | 209.200                             | 37.600                                 | 109%                                           |
| Finska                  | 198.200                             | 36.700                                 | 106%                                           |
| Ujedinjeno Kraljevstvo  | 2,290.000                           | 36.600                                 | 106%                                           |
| Francuska               | 2,246.000                           | 35.300                                 | 103%                                           |
| Europska unija          | 15,650.000                          | 34.500                                 | 100%                                           |
| Španjolska              | 1,432.000                           | 31.000                                 | 90%                                            |
| Italija                 | 1,787.000                           | 30.900                                 | 90%                                            |
| Cipar                   | 24.030                              | 29.400                                 | 85%                                            |
| Slovenija               | 58.360                              | 29.000                                 | 84%                                            |
| Češka                   | 288.600                             | 27.400                                 | 79%                                            |
| Grčka                   | 298.100                             | 26.000                                 | 77%                                            |
| Malta                   | 10.890                              | 25.800                                 | 75%                                            |
| Portugal                | 252.200                             | 23.700                                 | 69%                                            |
| Slovačka                | 128.500                             | 23.600                                 | 68%                                            |
| Poljska                 | 781.500                             | 20.600                                 | 60%                                            |
| Estonija                | 27.660                              | 20.600                                 | 60%                                            |
| Mađarska                | 198.100                             | 19.800                                 | 57%                                            |
| Litva                   | 62.390                              | 19.100                                 | 55%                                            |
| Hrvatska                | 81.360                              | 18.400                                 | 53%                                            |
| Latvija                 | 35.370                              | 15.900                                 | 46%                                            |
| Bugarska                | 102.300                             | 13.800                                 | 40%                                            |
| Rumunjska               | 270.600                             | 12.600                                 | 37%                                            |
| Zemlje kandidati:       |                                     |                                        |                                                |
| Makedonija              | 56.890                              | 20.500                                 | 55%                                            |
| Turska                  | 1.087,000                           | 14.700                                 | 43%                                            |
| Crna Gora               | 7.249                               | 11.700                                 | 34%                                            |
| Srbija                  | 79.880                              | 10.800                                 | 31%                                            |
| Albanija                | 25.230                              | 7.800                                  | 23%                                            |
| Potencijalni kandidati: |                                     |                                        |                                                |
| Bosna i Hercegovina     | 32.040                              | 8.200                                  | 24%                                            |
| Kosovo                  | 13.020                              | 6.500                                  | 19%                                            |

| Logotip Zajedničkog poslužitelja | Zajednički poslužitelj ima stranicu o temi Europska unija |

| Logotip Wječnika | Wječnik ima rječničku natuknicu rječnički članak Europska unija |

| Portal:Europa | Portal:Europa |

| Europska unija | Europska unija | Europska unija         |
| -------------- | --- | ---------------------- |
|                | |                        |
| Zemlje članice | Austrija • Belgija • Bugarska • Cipar • Češka • Danska • Estonija • Finska • Francuska • Grčka • Hrvatska • Irska • Italija • Latvija • Litva • Luksemburg • Mađarska • Malta • Nizozemska • Njemačka • Poljska • Portugal • Rumunjska • Slovačka • Slovenija • Španjolska • Švedska | Zastava Europske unije |
|                | | Zastava Europske unije |
| Kandidati      | Albanija (status) • Crna Gora (status) • Sjeverna Makedonija (status) • Srbija (status) • Turska (status) • Bosna i Hercegovina (status) | Zastava Europske unije |

| Europska unija | Europska unija | Europska unija         |
| -------------- | --- | ---------------------- |
|                | |                        |
| Zemlje članice | Austrija • Belgija • Bugarska • Cipar • Češka • Danska • Estonija • Finska • Francuska • Grčka • Hrvatska • Irska • Italija • Latvija • Litva • Luksemburg • Mađarska • Malta • Nizozemska • Njemačka • Poljska • Portugal • Rumunjska • Slovačka • Slovenija • Španjolska • Švedska | Zastava Europske unije |
|                | | Zastava Europske unije |
| Kandidati      | Albanija (status) • Crna Gora (status) • Sjeverna Makedonija (status) • Srbija (status) • Turska (status) • Bosna i Hercegovina (status) | Zastava Europske unije |

| G8                | G8                                                                                      | G8                 |
| ----------------- | --------------------------------------------------------------------------------------- | ------------------ |
|                   |                                                                                         |                    |
| Članice           | Francuska • Italija • Njemačka • SAD • Ujedinjeno Kraljevstvo • Japan • Kanada • Rusija | Članice skupine G8 |
|                   |                                                                                         | Članice skupine G8 |
| Promatračka uloga | EU                                                                                      | Članice skupine G8 |
|                   |                                                                                         | Članice skupine G8 |
| G8+5              | Brazil • NR Kina • Indija • Meksiko • JAR                                               | Članice skupine G8 |
|                   |                                                                                         | Članice skupine G8 |
| Vidi još          | G7                                                                                      | Članice skupine G8 |

| G8                | G8                                                                                      | G8                 |
| ----------------- | --------------------------------------------------------------------------------------- | ------------------ |
|                   |                                                                                         |                    |
| Članice           | Francuska • Italija • Njemačka • SAD • Ujedinjeno Kraljevstvo • Japan • Kanada • Rusija | Članice skupine G8 |
|                   |                                                                                         | Članice skupine G8 |
| Promatračka uloga | EU                                                                                      | Članice skupine G8 |
|                   |                                                                                         | Članice skupine G8 |
| G8+5              | Brazil • NR Kina • Indija • Meksiko • JAR                                               | Članice skupine G8 |
|                   |                                                                                         | Članice skupine G8 |
| Vidi još          | G7                                                                                      | Članice skupine G8 |

| Dobitnici Nobelove nagrade za mir | Dobitnici Nobelove nagrade za mir |
| --------------------------------- | --- |
|                                   | |
| 1900-ih                           | Henry Dunant i Frédéric Passy (1901.) · Élie Ducommun i Charles Albert Gobat (1902.) · William Randal Cremer (1903.) · Institut za međunarodno pravo (1904.) · Bertha von Suttner (1905.) · Theodore Roosevelt (1906.) · Ernesto Teodoro Moneta i Louis Renault (1907.) · Klas Pontus Arnoldson i Fredrik Bajer (1908.) · Auguste Marie Francois Beernaert i Paul-Henri-Benjamin d'Estournelles de Constant (1909.) |
|                                   | |
| 1910-ih                           | Stalni međunarodni mirovni ured (1910.) · Tobias Michael Carel Asser i Alfred Hermann Fried (1911.) · Elihu Root (1912.) · Henri La Fontaine (1913.) · Crveni križ (1917.) · Thomas Woodrow Wilson (1919.) |
|                                   | |
| 1920-ih                           | Léon Bourgeois (1920.) · Hjalmar Branting i Christian Lous Lange (1921.) · Fridtjof Nansen (1922.) · Austen Chamberlain i Charles G. Dawes (1925.) · Aristide Briand i Gustav Stresemann (1926.) · Ferdinand Buisson i Ludwig Quidde (1927.) · Frank B. Kellogg (1929.) |
|                                   | |
| 1930-ih                           | Nathan Söderblom (1930.) · Jane Addams i Nicholas Murray Butler (1931.) · Norman Angell (1933.) · Arthur Henderson (1934.) · Carl von Ossietzky (1935.) · Carlos Saavedra Lamas (1936.) · Robert Cecil (1937.) · NIOR (1938.) |
|                                   | |
| 1940-ih                           | Crveni križ (1944.) · Cordell Hull (1945.) · Emily Greene Balch i John Mott (1946.) · Kvekeri i AFSC (1947.) · John Boyd Orr (1949.) |
|                                   | |
| 1950-ih                           | Ralph Bunche (1950.) · Léon Jouhaux (1951.) · Albert Schweitzer (1952.) · George Marshall (1953.) · UNHCR (1954.) · Lester B. Pearson (1957.) · Georges Pire (1958.) · Philip Noel-Baker (1959.) |
|                                   | |
| 1960-ih                           | Albert Lutuli (1960.) · Dag Hammarskjöld (1961.) · Linus Pauling (1962.) · Crveni križ (1963.) · Martin Luther King, Jr. (1964.) · UNICEF (1965.) · René Cassin (1968.) · ILO (1969.) |
|                                   | |
| 1970-ih                           | Norman Borlaug (1970.) · Willy Brandt (1971.) · Henry Kissinger i Le Duc Tho (1973.) · Seán MacBride i Eisaku Satō (1974.) · Andrej Dmitrijevič Saharov (1975.) · Betty Williams i Mairead Corrigan (1976.) · Amnesty International (1977.) · Anvar el-Sadat i Menahem Begin (1978.) · Majka Tereza (1979.) |
|                                   | |
| 1980-ih                           | Adolfo Pérez Esquivel (1980.) · UNHCR (1981.) · Alva Myrdal i Alfonso García Robles (1982.) · Lech Wałęsa (1983.) · Desmond Tutu (1984.) · IPPNW (1985.) · Elie Wiesel (1986.) · Óscar Arias (1987.) · Mirovne snage UN-a (1988.) · Tenzin Gyatso, XIV. Dalaj lama (1989.) |
|                                   | |
| 1990-ih                           | Mihail Sergejevič Gorbačov (1990.) · Aung San Suu Kyi (1991.) · Rigoberta Menchú (1992.) · Nelson Mandela i Frederik Willem de Klerk (1993.) · Jaser Arafat i Šimon Peres i Jichak Rabin (1994.) · Udruga Pugwash i Józef Rotblat (1995.) · Carlos Filipe Ximenes Belo i José Ramos-Horta (1996.) · ICBL i Jody Williams (1997.) · John Hume i David Trimble (1998.) · MSF (1999.)                                  |
|                                   | |
| 2000-ih                           | Kim Dae Jung (2000.) · UN i Kofi Annan (2001.) · Jimmy Carter (2002.) · Širin Ebadi (2003.) · Wangari Maathai (2004.) · IAEA i Mohamed ElBaradei (2005.) · Muhammad Yunus i Grameen banka (2006.) · Al Gore i IPCC (2007.) · Martti Ahtisaari (2008.) · Barack Obama (2009.) |
|                                   | |
| 2010-ih                           | Liu Xiaobo (2010.) · Ellen Johnson-Sirleaf i Leymah Gbowee i Tawakkul Karman (2011.) · Europska unija (2012.) · Organizacija za zabranu kemijskog oružja (2013.) · Malala Yousafzai i Kailash Satyarthi (2014.) · Tuniški nacionalni kvartet za dijalog (2015.) · Juan Manuel Santos (2016.) · Međunarodna kampanja za zabranu atomskog oružja (2017.) · Denis Mukwege i Nadia Murad (2018.) · Abiy Ahmed (2019.)   |
|                                   | |
| 2020-ih                           | Svjetski program za hranu (2020.) · Maria Ressa i Dmitry Muratov (2021.) · Ales Bialiatski, Memorial i Centar za građanske slobode (2022.) · Narges Mohammadi (2023.) · Nihon Hidankyo (2024.) |

| Dobitnici Nobelove nagrade za mir | Dobitnici Nobelove nagrade za mir |
| --------------------------------- | --- |
|                                   | |
| 1900-ih                           | Henry Dunant i Frédéric Passy (1901.) · Élie Ducommun i Charles Albert Gobat (1902.) · William Randal Cremer (1903.) · Institut za međunarodno pravo (1904.) · Bertha von Suttner (1905.) · Theodore Roosevelt (1906.) · Ernesto Teodoro Moneta i Louis Renault (1907.) · Klas Pontus Arnoldson i Fredrik Bajer (1908.) · Auguste Marie Francois Beernaert i Paul-Henri-Benjamin d'Estournelles de Constant (1909.) |
|                                   | |
| 1910-ih                           | Stalni međunarodni mirovni ured (1910.) · Tobias Michael Carel Asser i Alfred Hermann Fried (1911.) · Elihu Root (1912.) · Henri La Fontaine (1913.) · Crveni križ (1917.) · Thomas Woodrow Wilson (1919.) |
|                                   | |
| 1920-ih                           | Léon Bourgeois (1920.) · Hjalmar Branting i Christian Lous Lange (1921.) · Fridtjof Nansen (1922.) · Austen Chamberlain i Charles G. Dawes (1925.) · Aristide Briand i Gustav Stresemann (1926.) · Ferdinand Buisson i Ludwig Quidde (1927.) · Frank B. Kellogg (1929.) |
|                                   | |
| 1930-ih                           | Nathan Söderblom (1930.) · Jane Addams i Nicholas Murray Butler (1931.) · Norman Angell (1933.) · Arthur Henderson (1934.) · Carl von Ossietzky (1935.) · Carlos Saavedra Lamas (1936.) · Robert Cecil (1937.) · NIOR (1938.) |
|                                   | |
| 1940-ih                           | Crveni križ (1944.) · Cordell Hull (1945.) · Emily Greene Balch i John Mott (1946.) · Kvekeri i AFSC (1947.) · John Boyd Orr (1949.) |
|                                   | |
| 1950-ih                           | Ralph Bunche (1950.) · Léon Jouhaux (1951.) · Albert Schweitzer (1952.) · George Marshall (1953.) · UNHCR (1954.) · Lester B. Pearson (1957.) · Georges Pire (1958.) · Philip Noel-Baker (1959.) |
|                                   | |
| 1960-ih                           | Albert Lutuli (1960.) · Dag Hammarskjöld (1961.) · Linus Pauling (1962.) · Crveni križ (1963.) · Martin Luther King, Jr. (1964.) · UNICEF (1965.) · René Cassin (1968.) · ILO (1969.) |
|                                   | |
| 1970-ih                           | Norman Borlaug (1970.) · Willy Brandt (1971.) · Henry Kissinger i Le Duc Tho (1973.) · Seán MacBride i Eisaku Satō (1974.) · Andrej Dmitrijevič Saharov (1975.) · Betty Williams i Mairead Corrigan (1976.) · Amnesty International (1977.) · Anvar el-Sadat i Menahem Begin (1978.) · Majka Tereza (1979.) |
|                                   | |
| 1980-ih                           | Adolfo Pérez Esquivel (1980.) · UNHCR (1981.) · Alva Myrdal i Alfonso García Robles (1982.) · Lech Wałęsa (1983.) · Desmond Tutu (1984.) · IPPNW (1985.) · Elie Wiesel (1986.) · Óscar Arias (1987.) · Mirovne snage UN-a (1988.) · Tenzin Gyatso, XIV. Dalaj lama (1989.) |
|                                   | |
| 1990-ih                           | Mihail Sergejevič Gorbačov (1990.) · Aung San Suu Kyi (1991.) · Rigoberta Menchú (1992.) · Nelson Mandela i Frederik Willem de Klerk (1993.) · Jaser Arafat i Šimon Peres i Jichak Rabin (1994.) · Udruga Pugwash i Józef Rotblat (1995.) · Carlos Filipe Ximenes Belo i José Ramos-Horta (1996.) · ICBL i Jody Williams (1997.) · John Hume i David Trimble (1998.) · MSF (1999.)                                  |
|                                   | |
| 2000-ih                           | Kim Dae Jung (2000.) · UN i Kofi Annan (2001.) · Jimmy Carter (2002.) · Širin Ebadi (2003.) · Wangari Maathai (2004.) · IAEA i Mohamed ElBaradei (2005.) · Muhammad Yunus i Grameen banka (2006.) · Al Gore i IPCC (2007.) · Martti Ahtisaari (2008.) · Barack Obama (2009.) |
|                                   | |
| 2010-ih                           | Liu Xiaobo (2010.) · Ellen Johnson-Sirleaf i Leymah Gbowee i Tawakkul Karman (2011.) · Europska unija (2012.) · Organizacija za zabranu kemijskog oružja (2013.) · Malala Yousafzai i Kailash Satyarthi (2014.) · Tuniški nacionalni kvartet za dijalog (2015.) · Juan Manuel Santos (2016.) · Međunarodna kampanja za zabranu atomskog oružja (2017.) · Denis Mukwege i Nadia Murad (2018.) · Abiy Ahmed (2019.)   |
|                                   | |
| 2020-ih                           | Svjetski program za hranu (2020.) · Maria Ressa i Dmitry Muratov (2021.) · Ales Bialiatski, Memorial i Centar za građanske slobode (2022.) · Narges Mohammadi (2023.) · Nihon Hidankyo (2024.) |